# Uvigerinidae
Uvigerinidae es una familia de foraminíferos bentónicos de la Superfamilia Buliminoidea, del Suborden Buliminina y del Orden Buliminida. Su rango cronoestratigráfico abarca desde el Paleoceno hasta la Actualidad.

## Discusión
Clasificaciones previas incluían Uvigerinidae en el Suborden Rotaliina y/o Orden Rotaliida.

## Clasificación
Uvigerinidae incluye a las siguientes géneros:
- Subfamilia Uvigerininae
  - Atwillina †
  - Ciperozea †
  - Euuvigerina
  - Hofkeruva †
  - Miniuva †
  - Neouvigerina
  - Norcottia †
  - Ruatoria †
  - Siphouvigerina
  - Uvigerina
  - Uvigerinella †
- Subfamilia Angulogerininae
  - Angulogerina
  - Dymia †
  - Kolesnikovella †
  - Trifarina

Otros géneros considerados en Uvigerinidae son:
- Aluvigerina de la Subfamilia Uvigerininae, considerado nomen nudum
- Beckina de la Subfamilia Uvigerininae, aceptado como Hofkeruva
- Candela † de la Subfamilia Angulogerininae, aceptado como Dymia
- Estorffina de la Subfamilia Uvigerininae, aceptado como Ciperozea
- Laimingina de la Subfamilia Uvigerininae, aceptado como Hofkeruva
- Laminiuva de la Subfamilia Uvigerininae, considerado subgénero de Hofkeruva, Hofkeruva (Laminiuva), y aceptado como Hofkeruva
- Noniuva de la Subfamilia Uvigerininae, aceptado como Uvigerina
- Restis de la Subfamilia Uvigerininae, considerado subgénero de Uvigerinella, Uvigerinella (Restis)
- Tereuva de la Subfamilia Uvigerininae, considerado subgénero de Hofkeruva, Hofkeruva (Tereuva), de estatus incierto
- Tiptonina de la Subfamilia Uvigerininae, aceptado como Atwillina
- Trigonouva de la Subfamilia Uvigerininae, considerado subgénero de Hofkeruva, Hofkeruva (Trigonouva), y aceptado como Hofkeruva
- Uhligina de la Subfamilia Uvigerininae, considerado subgénero de Uvigerina, Uvigerina (Uhligina)
- Uvigerinoides de la Subfamilia Uvigerininae, aceptado como Uvigerina